# Omphalucha
Omphalucha is een geslacht van vlinders van de familie spanners (Geometridae), uit de onderfamilie Ennominae.

## Soorten
- O. accentuata Felder, 1875
- O. albosignata Janse, 1932
- O. angulilinea (Janse, 1932)
- O. apira Prout, 1938
- O. brunnea (Warren, 1899)
- O. crenulata (Warren, 1897)
- O. ditriba Prout, 1938
- O. epixyna Prout, 1938
- O. exocholoxa Prout, 1938
- O. extorris Warren, 1904
- O. indeflexa Prout, 1922
- O. indigna (Prout, 1915)
- O. katangae Prout, 1934
- O. maturnaria (Möschler, 1883)
- O. natalensis Herbulot, 1995
- O. nubimedia Prout, 1938
- O. praeses Prout, 1938
- O. prosciodes (Prout, 1934)
- O. ruandana Herbulot, 1997
- O. rufinubes Warren, 1905
- O. subpunctata Warren, 1897